# ویکتور مسگر
ویکتور مسگر (انگلیسی: Víctor Meseguer؛ زادهٔ ۹ ژوئن ۱۹۹۹) بازیکن فوتبال است.